# Met-enkefalina
Met-enkefalina – endogenny peptyd opioidowy z grupy enkefalin, działający jako neuroprzekaźnik. Występuje naturalnie w wielu tkankach zwierzęcych, w tym ludzkich. Często nazywana jest opioidowym czynnikiem wzrostu (OGF).
Jednym z głównych miejsc występowania met-enkefaliny jest segment II rogu grzbietowego rdzenia kręgowego, a także w ośrodkowym układzie nerwowym. Powstaje z prekursora – proenkefaliny A, która jest kodowana przez gen PPE. Gen ten koduje białko składające się z 267 aminokwasów, w tym sześciu sekwencji met-enkefaliny oraz jedną sekwencję leu-enkefaliny, heptapeptydu Met-enkefalina-Arg6-Phe7 i oktapeptydu met-kefalina-Arg6-Phe7-Leu8. Enkefaliny zostają uwolnione z proenkefaliny poprzez działanie proteazy, nie pochodzą natomiast z β-endorfin, których pro hormonem jest proopiomelanokortyna. Analogiczna do grupy 3-hydroksylowej w morfinie uważana jest reszta tyrozyny (pozycja 1). Oprócz roli neuroprzekaźnika met-enkefalina posiada także aktywność cytokin, do których zazwyczaj nie jest zaliczany z powodu swoich niewielkich rozmiarów. Wpływa on na komórkę poprzez oddziaływanie z receptorem nazwanym Zeta (ζ), ponieważ uważano, że jest kolejnym receptorem opioidowym. Jednak po zsekwencjonowaniu został nazwany receptorem opioidowego czynnika wzrostu (OGFr). Receptory OGF zidentyfikowano w wielu prawidłowych oraz nowotworowych komórkach i tkankach, które nie wykazywały żadnej homologi do klasycznych receptorów opioidowych. OGF reguluje powielanie się komórek oraz organizację tkanek w okresie rozwoju, nowotworzenia, odnowy komórkowej, gojenia ran i angiogenezy. Wiele ludzkich rakowych linii komórkowych jest inhibowanych przez OGF in vitro.
Potwierdzono hamujący wpływu OGF na wzrost:
- raka trzustki,
- hepatoblastomy,
- raka piersi,
- raka jajników,
- raka płuc.

W pewnych przypadkach komórki rakowe wykazują niewystarczającą produkcję met-enkefaliny, aby kontrolować wzrost komórki rakowej. W takich sytuacjach komórki mogą produkować dodatkowe receptory, aby wyłapywać jakikolwiek dostępny OGF. W takich wypadkach podawanie OGF prowadzi do aktywacji receptorów (OGFr) i spowolnienie wzrostu komórki nowotworowej. W innych przypadkach produkcja OGF jest wystarczająca, natomiast produkcja receptorów OGF jest zbyt mała, aby pozwolić komórce wyłapywać OGF i spowolnić swój wzrost. Jednak nawet w przypadkach takich jak rak trzustki, kiedy zdolność komórek do produkcji OGF drastycznie spada, wykazano, że podawanie OGF pacjentom może znacząco spowolnić wzrost komórek rakowych i w rezultacie przedłużyć życie.